# Рексии
Рексии (лат. Rexea) — род лучепёрых рыб из  семейства гемпиловых. Широко распространены в тропических и умеренных водах Индийского и Тихого океанов. Южная рексия имеет промысловое значение.

## Описание
Тело вытянутое, сжато с боков, его высота укладывается 5—7 раз в стандартную длину тела. Тело или полностью покрыто чешуёй или голое (чешуя имеется только на хвостовом стебле). Нижняя челюсть немного выдаётся вперёд. На верхних концах обеих челюстей отсутствуют кожистые выступы. Обе челюсти с сильными зубами, включая передние клыки и  плотносидящие боковые. На сошнике зубов нет (имеются у молоди). Нёбные зубы расположены в один ряд.
Жаберные тычинки на первой жаберной дуге с несколькими бугорками и многочисленными мелкими шипиками. Угловая тычинка длинная, трёхвершинная.
В первом спинном плавнике 17—19 колючих лучей, а во втором спинном плавнике одна колючка и 14—19 мягких лучей. В анальном плавнике две колючки, одна и которых свободная, а вторая соединена с мягкой частью плавника, в которой 11—16 мягких лучей. За мягкой часть спинного плавника и анальным плавником расположены по два дополнительных плавничка. В грудных плавниках 12—15 мягких лучей. Брюшные плавники редуцированы или маленькие с одной колючкой и 2—3 мягкими лучами. На хвостовом стебле нет килей. Хвостовой плавник вильчатый.  
Две боковые линии: верхняя начинается за жаберной крышкой и простирается вдоль оснований спинных плавников, а вторая начинается между третьей и седьмой колючками первого спинного плавника, постепенно изгибается вниз и идёт вдоль середины тела. Позвонков 33—36.
Окраска тела от серебристой до коричневой. На передней части первого спинного плавника имеется чёрное пятно. Ротовая и жаберные полости чёрные.
Максимальная длина тела 110 см, а масса 8 кг (Rexea solandri).

## Распространение и места обитания
Распространены в тропических и умеренных водах Индийского океана, а также в западной и южной частях Тихого океана. Бентопелагические рыбы, встречаются от нижней части континентального шельфа до средней части континентального склона на глубине от 100 до 800 м, а также вокруг островов и подводных возвышенностей.
Питаются рыбами, кальмарами и ракообразными. 

## Классификация
В составе рода выделяют 7 видов:
- Rexea alisae Roberts &  Stewart, 1997
- Rexea antefurcata Parin, 1989
- Rexea bengalensis (Alcock, 1894)
- Rexea brevilineata Parin, 1989
- Rexea nakamurai Parin, 1989
- Rexea prometheoides (Bleeker, 1856) — Рексия Прометея
- Rexea solandri (Cuvier, 1832) — Южная рексия, или южная змеевидная макрель